# Villecomte
Villecomte é uma comuna francesa na região administrativa da Borgonha-Franco-Condado, no departamento de Côte-d'Or. Estende-se por uma área de 15,92 km². Em 2010 a comuna tinha 255 habitantes (densidade: 16 hab./km²).